# Гадось Антон Андрійович
Антон Андрійович Гадось (2 лютого 1898, містечко Муроміце?, тепер Польща — 10 березня 1937, місто Москва, тепер Російська Федерація) — радянський діяч, голова виконавчого комітету Уманської окружної ради. Член ВУЦВК.

## Життєпис
Освіта неповна середня.
Член РСДРП(б) з 1917 року.
У 1920 році — голова Бердичівського повітового революційного комітету Київської губернії.
У 1925—1926 роках — голова виконавчого комітету Уманської окружної ради.
До вересня 1936 року — керуючий Харківського відділення «Реммаштресту».
4 вересня 1936 року заарештований органами НКВС. 9 березня 1937 року засуджений до страти, наступного дня розстріляний. Похований на Донському цвинтарі Москви.
З червня 1958 року посмертно реабілітований.